# ユーラシア主義

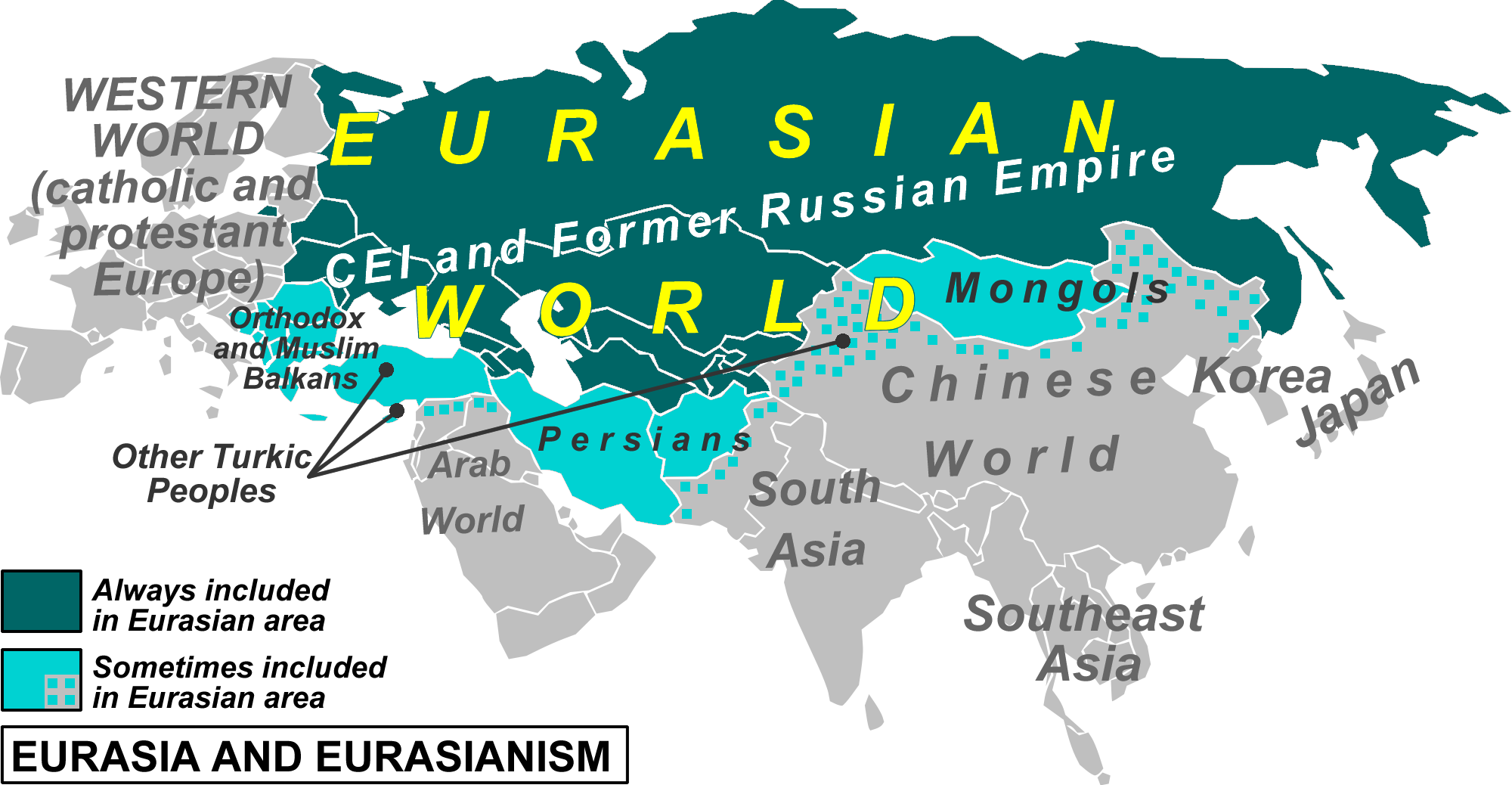
ユーラシア大陸

ユーラシア主義（Eurasianismus）または欧亜主義（おうあしゅぎ）は、ロシア革命とそれにより成立したボリシェビキ政権（ソビエト連邦）に対する反応の一つとして、1920年代に白系ロシア人（非ソビエト系亡命ロシア人）の間で流行した民族主義的思想潮流。ヨーロッパロシアからシベリア、極東までユーラシア大陸北部に広大な国土を持つロシアは、アジアやヨーロッパのどちらか一方でなく、地政学的概念である「ユーラシア」（欧亜）に属することを主張する。
「非欧州」と「ロシア正教会」を主軸としたロシア文明の再構築を構想しつつ、ロシア革命とソ連の成立を、そこに至る必要な一過程として、肯定的に捉える。代表的人物として、ニコライ・トルベツコイ等がいる。
ソビエト連邦の崩壊後の1990年代には、レフ・グミリョフ（Lev Gumilev）らの影響のもとに、これを継承するネオ・ユーラシア主義（Neo-Eurasianism）が誕生し、ロシアは西欧よりもアジアに近いユーラシア国家だという主張を展開した。これに対しては、ロシアはテュルクやモンゴルよりもビザンチン帝国に近いという「ビザンチン主義」も主張されている。
中央アジアを含むイスラーム圏や国際関係論の研究者である山内昌之は、旧ロシア帝国領や旧ソ連圏への影響力回復を模索し、2022年ロシアによるウクライナ侵攻を行なったロシア連邦大統領ウラジーミル・プーチンの政治思想を「ユーラシア主義」と評している。